# Cats in Boots
I Cats in Boots sono una band sleaze metal, nata nel 1988 a  Los Angeles, California negli Stati Uniti.

## Storia
Joe Ellis incontrò il batterista Randy Meers all'epoca in cui i due facevano parte della band Merry Hoax, i due si fecero notare da Takashi O'Hashi che si unì ai due con il suo bassista Yasuhiro Hatae.
Il gruppo musicale si spostò a Los Angeles e prese il nome di "Cats in Boots". Pubblicarono poi una demo Demostration: East Meets West, firmarono un contratto con la EMI Records e nel 1989 uscì l'album Kicked & Klawed, in seguito i membri presero momentaneamente strade diverse. Nel 1999 Ellis e O'Hashi pubblicarono l'album Last Works 1993-1995 con alcuni inediti già registrati in parte tra il '93 e il '95.
Nel 2003 venne organizzato un tour in Giappone a cui parteciparono i membri originali.

## Lineup
- Joel Ellis - lead vocals, harmonica, 1988-1990 2003 (reunion)
- Takashi O'Hashi - lead guitar, backing vocals, 1988-1990 2003 (reunion)
- Yasuhiro Hatae - bass guitar, backing vocals,  1988-1990 2003 (reunion)
- Randy Meers - drums, percussion, backing vocals, 1988-1990 2003 (reunion)

## Discografia

### Album in studio
- Demostration: East Meets West (1988)
- Kicked & Klawed (1989)

### Raccolte
- Last Works 1993-1995 (1999)